# Acanthacorydalis horrenda
Acanthacorydalis horrenda är en insektsart som beskrevs av Navás 1931. Acanthacorydalis horrenda ingår i släktet Acanthacorydalis och familjen Corydalidae. Inga underarter finns listade i Catalogue of Life.